# Tatort: Veras Waffen
Veras Waffen ist ein Fernsehfilm aus der Fernseh-Kriminalreihe Tatort der ARD und des ORF. Der Film wurde unter der Regie von Hans-Christoph Blumenberg vom Saarländischen Rundfunk produziert. Es ist der 16. Fall von Kriminalhauptkommissar Max Palu, gespielt von Jochen Senf und die 553. Tatort-Folge. Sie wurde am 28. Dezember 2003 im Ersten erstmals ausgestrahlt.
Im Zuge der Ermittlungen in drei Mordfällen kommt Palu den Intrigen um ein Meinungsforschungsinstitut auf die Spur, bei dem es um Machterhalt um jeden Preis geht.

## Handlung
Der junge Student Peter Bendzko wird eines Nachts mit drei Schüssen getötet, nachdem er in einem Archiv altes Filmmaterial gestohlen hat. In seiner Wohnung findet Hauptkommissar Max Palu Recherchematerial über Frau Professor Vera Maxheimer. Sie ist eine gefragte PR-Strategin, die sich mit ihrem Meinungsforschungsinstitut in Saarbrücken angesiedelt hat und hochrangige Politiker bei ihren Wahlstrategien berät.
Palu befragt als erstes Arnold Leidecker, für den das Opfer recherchiert und auch zugearbeitet hat. Leidecker hatte vergeblich versucht, von Vera Maxheimer ein Interview zu bekommen, aber nachdem sie sich weigerte, besorgte er sich das Material über Bendzko, der stundenweise für das Maxheimer-Institut gearbeitet hatte.
Vera Maxheimer wird seit der Mordnacht erpresst. Auf den gestohlenen Filmrollen waren Szenen ihrer Callgirl-Vergangenheit aus Studententagen. Diese Schmalfilmaufnahmen könnten ihr Image schwer gefährden, schließlich ist sie die führende Demoskopin und ihr Kundenkreis sehr elitär. Gerade als sie sich mit ihrer alten Freundin und Studienkollegin Marion von Pahl beraten will, erscheint Max Palu und will sie nach Bendzko befragen. Doch sie wiegelt ab, dass sie nichts weiter über den jungen Mann wüsste. Am Abend will sie dem Erpresser das geforderte Geld an einem vereinbarten Ort übergeben. Doch findet sie dort nur eine weitere Leiche.
Palu konzentriert sich somit noch mehr auf Vera Maxheimer und stößt dabei nicht nur auf ihre fragwürdige Vergangenheit, sondern auch auf das spurlose Verschwinden des Chef des Bordells, für das Vera Maxheimer damals gearbeitet hatte. Doch auch Arnold Leidecker lässt bei seinen Recherchen nicht locker und, da Bendzko ihm nicht mehr zur Verfügung steht, benutzt er seine Freundin Ulrike Frank, um an weiteres Material über Maxheimer zu gelangen. Während Ulrike noch spät abends heimlich im Institut nach Unterlagen sucht, wird sie vom Geschäftsführer Ernst Wohlfahrt dabei ertappt. Er fährt mit ihr im Auto davon und kurze Zeit später wird die junge Frau darin tot aufgefunden. Palu erkennt schnell, dass der Autounfall nur eine Tarnung war und Mord dahinter steckt. Um das Motiv zu ergründen, befragt er ihren Freund Leidecker, der dem Kommissar nun einen Umschlag übergibt, den Bendzko seiner Freundin in Verwahrung gegeben hatte. Darin findet sich Material über Mitarbeiter des Maxheimer-Institut, sodass Ernst Wohlfahrt für Palu in den Focus seiner Ermittlungen rückt.
Nachdem Vera Maxheimer einen Zusammenbruch erleidet, wird Palu klar, dass die Erpressung nur den Zweck hatte, die Chefin von der Führungsetage abzudrängen. Dabei war Ernst Wohlfahrt der Handlanger von Maxheimers bester Freundin Marion. Sie wollte nicht zulassen, dass das Institut einen hochrangigen Politiker, den Vera Maxheimer als Klienten abgelehnt hatte, nicht vertreten würde. Für sie als Unternehmerin stand ein Vermögen auf dem Spiel, wenn bei der Wahl ein Machtwechsel vonstattenginge. Palu kann die Intrige auffliegen lassen und die beiden zu einem unfreiwilligen Geständnis bewegen.

## Hintergrund
Die Telefilm Saar GmbH produzierte Veras Waffen im Auftrag des SR in Saarbrücken.

## Rezeption

### Einschaltquoten
Veras Waffen erreichte bei seiner Erstausstrahlung am 28. Dezember 2003 insgesamt 5,82 Millionen Zuschauer, was einem Marktanteil von 17,10 Prozent entsprach.

### Kritik
Rainer Tittelbach von tittelbach.tv schreibt: „Blumenberg hatte schon immer ein Faible für mythische Systeme und Manipulationsapparate. Wenn sich die Tür von der einen in die andere Welt unmerklich öffnet, dann können seine Filme einen magischen Sog bekommen. Bei ‚Veras Waffen‘ gelingt das nicht so gut wie bei Blumenbergs Kinofilmen und den frühen Palu-‚Tatorten‘. Damals erzählte der ehemalige Filmkritiker noch stärker in Bildern. Dafür ist er heute näher am menschlichen Drama und an seinen Schauspielern. Und die […] bringen es und machen ‚Veras Waffen‘ zu einem angenehm altmodischen ‚Tatort‘-Krimi.“
Auch TV Spielfilm bewertet diesen Tatort mit dem Daumen nach oben und meint: „Der passionierte Radler Palu kommt selten in Fahrt, hier hat er aber Schwung.“ Es sei ein „Konventioneller Fall, mit Schmackes gespielt“.